# Matthew Dinham
Matthew Dinham (* 9. April 2000 in Sydney) ist ein australischer Radrennfahrer.

## Sportlicher Werdegang
Geboren und aufgewachsen in Südafrika, kam Dinham zum Radsport durch seinen Vater, der sich durch eine Teilnahme an der Cape Epic einen Lebenstraum erfüllte. Er probierte sich auf dem BMX und auf dem Mountainbike aus, seiner ersten Erfolge erzielte er im Cross-Country.  Im Alter von 11 Jahren zog seine Familie nach Australien, 2017 wurde er australischer Staatsbürger. Neben Medaillen bei nationalen Meisterschaften gewann er als Junior 2017 und 2018 jeweils die Silbermedaille bei den Ozeanien-Meisterschaften im olympischen Cross-Country. Gleich im ersten Jahr in der U23 sicherte er sich den Titel sowohl bei den nationalen als auch den kontinentalen Meisterschaften.
Nach einem kurzen Intermezzo beim St George Continental Cycling Team Ende 2019 wurde Dinham 2020 Mitglied im UCI Continental Team BridgeLane, um sich dem Straßenradsport zuzuwenden. In den ersten beiden Jahren noch ohne zählbare Erfolge, gewann er in der Saison 2022 das erstmals ausgetragene Eintagesrennen La Maurienne, ein Bergrennen über mehrere Pässe in den französischen Alpen. Zudem beendete er mehrere kleinere Rundfahrten unter den Top 10 der Gesamtwertung. Aufgrund seiner Leistungen erhielt er zur Saison 2023 einen Vertrag beim UCI WorldTeam DSM. In der zweiten Hälfte 2023 fuhr er einige starke Rennen, unter anderem als Sechster des Arctic Race of Norway. Aufgrund einer hartnäckigen Fußverletzung fiel Dinham die gesamte Saison 2024 aus. Sein Team sprach ihm aber weiterhin das Vertrauen aus und verlängerte den Vertrag bis 2027.
Neben dem Straßenradsport nimmt Dinham weiter an den nationalen Meisterschaften im Cross-Country teil. 2022 wurde er in der Elite Australischer Meister im olympischen Cross-Country und Vizemeister im Short Track.

## Erfolge

### Mountainbike
2017
- Ozeanienmeisterschaften (Junioren) – Cross-Country XCO

2018
- Ozeanienmeisterschaften (Junioren) – Cross-Country XCO

2019
- Ozeanien-Meister (U23) – Cross-Country XCO
- Australischer Meister (U23) – Cross-Country XCO

2020
- Ozeanienmeisterschaften (U23) – Cross-Country XCO

2022
- Australischer Meister – Cross-Country XCO

### Straße
2022
- La Maurienne

## Grand Tour-Platzierungen
| Grand Tour            | 2023 | 2024 |
| --------------------- | ---- | ---- |
| Giro d’ItaliaGiro     | −    | –    |
| Tour de FranceTour    | 58   | –    |
| Vuelta a EspañaVuelta | –    | –    |